# Campylaspides echinata
Campylaspides echinata är en kräftdjursart som beskrevs av Michel Ledoyer 1988. Campylaspides echinata ingår i släktet Campylaspides och familjen Nannastacidae.
Artens utbredningsområde är Moçambiquekanalen. Inga underarter finns listade i Catalogue of Life.